# Бекки в ярости
«Бекки в ярости» (англ. The Wrath of Becky) — американский боевик-триллер Мэтта Энджела и Сюзанны Кут, сиквел фильма «Бекки». Премьера состоялась на кинофестивале South by Southwest 11 марта 2023 года. В США он вышел 26 мая 2023 года.

## Сюжет
Через два года после того, как ей удалось спастись от жестокого нападения, девочке-подростку приходится защищаться от внутренней террористической ячейки.

## В ролях
| Актёр             | Роль               |
| ----------------- | ------------------ |
| Лулу Уилсон       | Бекки Хупер        |
| Шонн Уильям Скотт | Дэррил, мл         |
| Дениз Бюрс        | Елена              |
| Джилл Ларсон      | Дэррил, ст.        |
| Майкл Сироу       | Энтони             |
| Аарон Далла Вилла | ДиДжей             |
| Мэтт Энджел       | Шон                |
| Кортни Гейнс      | Твиг               |
| Пак Уильямс       | Диего              |
| Элисон Симмет     | Элис Гиббс         |
| Дерек Гейнс       | Тед                |
| Джон Д. Хикман    | Стив               |
| Кейт Сигел        | Агент Кейт Монтана |

## Съёмки
Производство проходило тайно в Нью-Джерси и продолжалось 18 дней. Дополнительные съёмки проходили в городе Скотч-Плейнс в начале июня. Энджел и Кут, а также их оператор Джулия Суэйн решили отказаться от ручных методов съёмки, использованных в предыдущем фильме, и вместо этого использовать более плавные движения камеры и стедикам.